# Ghiacciaio Mackellar
Il ghiacciaio Mackellar è un ghiacciaio tributario lungo circa 37 km situato sulla costa di Shackleton, all'interno della regione sud-occidentale della Dipendenza di Ross, nell'Antartide orientale. Il ghiacciaio, il cui punto più alto si trova a circa 2800 m s.l.m., fluisce verso nord partendo dal versante settentrionale dell'altopiano Grindley, nei monti della Regina Alessandra, e scorrendo verso nord, costeggiando anche il versante orientale della cresta Hampton  fino a unire il proprio flusso quello del ghiacciaio Lennox-King.

## Storia
Il ghiacciaio Mackellar è stato scoperto durante la spedizione Nimrod (conosciuta anche come spedizione antartica britannica 1907-09), condotta dal 1907 al 1909 e comandata da Ernest Henry Shackleton, ma è stato così battezzato solo in seguito dai membri del reparto settentrionale di una spedizione neozelandese di esplorazione antartica effettuata nel 1961-62 in associazione con il monte Mackellar, che si trova vicino all'origine del ghiacciaio e che a sua volta era stato così battezzato agli inizi del Novecento in onore di Campbell Mackellar, uno dei finanziatori della spedizione Nimrod.